# Sui Generis
Sui Generis bylo argentinské rockové duo, jež fungovalo v Buenos Aires mezi lety 1969 a 1975 a krátce též v letech 1980 a 2001. Kmenovými členy byli Charly García (piano, zpěv) a Nito Mestre (flétna, zpěv), okolo nichž se vystřídalo množství dalších hudebníků. Skupina hrála ve stylu na pomezí prog rocku a folkrocku.

## Diskografie
1. Vida (1972)
2. Confesiones de invierno (1973)
3. Alto en la torre - simple (1974)
4. Pequeñas anécdotas sobre las instituciones (1974)
5. Adiós Sui Géneris, Parte I (1975)
6. Adiós Sui Géneris, Parte II (1975)
7. Adiós Sui Generis, Parte III (1975)
8. Sinfonías para adolescentes (2000)
9. Si - Detrás de las paredes (2001)